# Верхня Солотвина
Ве́рхня Соло́твина — село в Україні, в Ужгородському районі Закарпатської області, орган місцевого самоврядування — Середнянська селищна громада. Населення становить 308 осіб (станом на 2001 рік). Село розташоване на південному заході Ужгородського району, за 7,9 кілометра від районного центру.

## Назва
Назва села походить від словосполучення «Солодке вино», або солена вода — мінеральна вода

## Географія
Село Верхня Солотвина лежить за 7,9 км на схід від районного центру, фізична відстань до Києва — 600,3 км.

## Історія
Насправді село виникло не в 1710 році, а набагато раніше. Воно було побудовоне 700—800 років тому, під лісами Панчолово і Балажово. Дуже давно в селі була чума. Вимерло майже все село, залишалося в селі три сім'ї. І ті три родини почали будувати село не під лісами Панчолово і Балажово, а поближче до річки Деренівки. В село почали приїжджати інші люди — ця дата стала офіційною (1710 рік).

## Політика

### Парламентські вибори, 2019
На позачергових парламентських виборах 2019 року у селі функціонувала окрема виборча дільниця № 210566, розташована у приміщенні клубу.
Результати
- зареєстровано 205 виборців, явка 69,27%, найбільше голосів віддано за «Опозиційний блок» — 37,96%, за «Слугу народу» — 35,04%, за Всеукраїнське об'єднання «Батьківщина» — 8,03%.[5] В одномандатному окрузі найбільше голосів отримав Андрій Андріїв (самовисування) — 51,82%, за Роберта Горвата (самовисування) — 19,71%, за Олександра Пекаря (Слуга народу) — 14,60%[6].

## Населення
Станом на 1989 рік у селі проживали 338 осіб, серед них — 163 чоловіки і 175 жінок.
За даними перепису населення 2001 року у селі проживали 308 осіб. Рідною мовою назвали:
| Мова       | Кількість осіб | Відсоток |
| ---------- | -------------- | -------- |
| українська | 308            | 100,00 % |

## Туристичні місця
- мінеральні води
- ліси Панчолово і Балажово